# Berta Kraus-Rosen
Berta Kraus-Rosen (geboren 11. April 1904 in Mährisch-Ostrau, Österreich-Ungarn; gestorben 30. Dezember 1981 in Rechovot) war eine tschechoslowakisch-israelische Schriftstellerin.

## Leben
Berta Kraus-Rosen arbeitete im Sekretariat des Pionierverbandes Hechaluz in Mährisch-Ostrau und als Sozialarbeiterin. Sie ging 1929 als Pionierin nach Palästina und lebte im Kibbuz Sarid, musste aber nach drei Jahren aus gesundheitlichen Gründen zurückkehren. Nach der Zerschlagung der Tschechoslowakei 1939 floh sie nach Palästina und lebte dort seit 1940 in Rechovot.
Kraus-Rosen schrieb Gedichte, Essays, Aphorismen und Erzählungen in deutscher Sprache. Einige ihrer Gedichte wurden ins Hebräische übersetzt. Sie veröffentlichte ab 1954 sieben Bände im Selbstverlag.
Sie war 1964 Herausgeberin der Theresienstädter Gedichte von Ilse Weber und vertonte ihr Gedicht Mutter. Sie war Mitglied im Verband deutschsprachiger Schriftsteller Israels.

## Werke (Auswahl)
- Sang des Lebens : Gedichte. Einleitung Jehuda Louis Weinberg. Tel-Aviv : Edition Olympia, Martin Feuchtwanger, 1954
- ... wie's also zu mir spricht : Gedichte naturphilosophischer Art. Rechovot : B. Kraus-Rosen, 1973
- Asaf Halevi. Rechovot : B. Kraus-Rosen
- Hebräisch-Arabischer Diwan. Rechovot : B. Kraus-Rosen
- Weinberg. Rechovot : B. Kraus-Rosen
- Der Garten. Rechovot : B. Kraus-Rosen